# Journal of Palestine Studies
Das Journal of Palestine Studies (JPS) ist eine seit 1971 quartalsweise erscheinende Wissenschaftszeitschrift. Sie wird im Auftrag des Institute for Palestine Studies seit 2021 von Taylor & Francis herausgegeben und vertrieben, zuvor war sie bei der University of California Press angesiedelt. Die Zeitschrift wird peer-reviewed.
Inhaltliche Schwerpunkte der Zeitschrift sind palästinensische Politik, der Arabisch-Israelische Konflikt, israelische Siedlungspolitik sowie religiöse und kulturelle Fragen.
Derzeitiger Herausgeber ist Rashid Khalidi. Er wird von einem Herausgeberkomitee unterstützt, welchem die folgenden Personen angehören: Nadia Abu El-Haj (Barnard College), Amal Amireh (George Mason University), George Bisharat (University of California), Jamil Dakwar (American Civil Liberties Union), Beshara Doumani (University of California), Leila Farsakh (University of Massachusetts), Lisa Hajjar (University of California), Rhoda Kanaaneh (New York University), Walid Khalidi (Harvard University), Ussama Makdisi (Rice University), Camille Mansour (University of Paris), Joseph Massad (Columbia University), May Seikaly (Wayne State University), Salim Tamari (Birzeit University). 